# Omar Palma
Pour les articles homonymes, voir Palma (homonymie).
Omar Palma, né le 12 avril 1958 à Campo Largo et mort le 7 octobre 2024, est un footballeur puis entraîneur argentin.
Il fait l'essentiel de sa carrière à Rosario Central et joue également notamment au CA River Plate et au CD Veracruz. Il devient par la suite entraîneur du Rosario Central puis du Central Córdoba.
De 2005 à 2009, il est maire de la commune d'Ibarlucea (es).

## Biographie
Omar Palma commence sa carrière avec le Rosario Central en 1979, et remporte deux titres avec le club, le championnat Nacional en 1980 et le championnat 1986-1987.
Après son titre de meilleur buteur lors de la saison 86-87, il signe au Club Atlético River Plate, et dispute la Copa Interamericana en 1987.
Palma part également jouer au Mexique dans le club du CD Veracruz en 1989 avant de retourner au Rosario Central. Central remporte la Copa Conmebol (aujourd'hui Copa Sudamericana) en 1995 et Palma prend sa retraite en 1998 à 40 ans après avoir joué près de 339 matchs de championnat et inscrit 61 buts pour le club. Il joue pour le Rosario 355 matchs et 63 buts toutes compétitions confondues.

## Titres
| Saison        | Club            | Titre                      |
| ------------- | --------------- | -------------------------- |
| Nacional 1980 | Rosario Central | Primera Division Argentina |
| 1986-1987     | Rosario Central | Primera Division Argentina |
| 1987          | River Plate     | Copa Interamericana        |
| 1995          | Rosario Central | Copa Conmebol              |